# Cartoceto
Cartoceto är en ort och kommun i provinsen Pesaro e Urbino i regionen Marche i Italien. Kommunen hade 7 926 invånare (2018).